# Nombre triangular

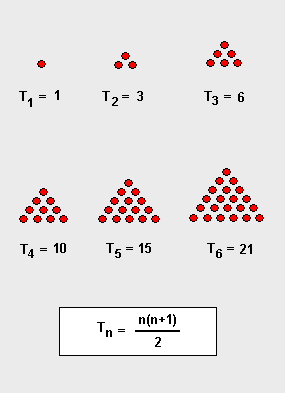
Els sis primers nombres triangulars.

Un nombre triangular és el resultat de sumar els n primers nombres naturals. S'anomenen d'aquesta manera perquè són el nombre d'elements necessaris per crear un triangle equilàter.
La fórmula per trobar l'n-èsim nombre triangular és:
{\displaystyle T_{n}=\sum _{k=1}^{n}k=1+2+3+\dotsb +(n-1)+n={\frac {n(n+1)}{2}}}
També és igual al coeficient binomial
{\displaystyle {n+1 \choose 2}}.
Observem que cada nombre triangular {\displaystyle T_{n}} conté una fila més que l'anterior, {\displaystyle T_{n-1}}, de forma que es compleix la següent recurrència:
{\displaystyle T_{n}=T_{n-1}+n}

## Origen
Tot i que actualment, es pren per conveni el primer nombre triangular com l'1, el primer nombre triangular històricament rellevant fou el Tetraktys, format per deu punts. Els nombres triangulars, i en particular el Tetractys, foren estudiats àmpliament pel filòsof Pitàgores i els seus deixebles. Els pitagòrics consideraven el nombre 10 un nombre universal, ja que segons ells el nombre 10 englobava tot l'univers seguint el següent principi:
- El 10 era la suma de l'1, el 2, el 3 i el 4.
- L'1 simbolitzava un punt, la mínima dimensió possible.
- El 2 simbolitzava la longitud, ja que amb dos punts s'hi pot traçar una recta.
- El 3 simbolitzava l'àrea, ja que amb tres punts es pot traçar un triangle.
- El 4 simbolitzava el volum, ja que amb quatre punts es pot construir un tetraedre.

## Suma de nombres triangulars

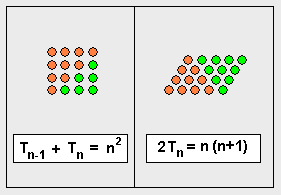
Demostracions visuals de sumes de nombres triangulars

### Consecutius
Quan se sumen dos nombres triangulars consecutius sempre dona un quadrat perfecte, en terminologia de Pitàgores, un nombre quadrat. Tenim:
{\displaystyle T_{n}={\frac {n(n+1)}{2}}}
{\displaystyle T_{n-1}={\frac {(n-1)(n-1+1)}{2}}={\frac {n(n-1)}{2}}}
Per tant, sumant-los:
{\displaystyle T_{n}+T_{n-1}={\frac {n(n+1)}{2}}+{\frac {n(n-1)}{2}}=n^{2}}

### Iguals
La suma de dos nombres triangulars iguals ens dona una figura romboide, un nombre rectangular o oblong. Vegem el seu terme general:

{\displaystyle T_{n}+T_{n}=2T_{n}=2\,{\frac {n(n+1)}{2}}=n(n+1)}

### Suma dels primers nombres triangulars
La suma dels n primers nombres triangulars és coneguda com a nombre tetraèdric, així l'enèsim nombre tetraèdric és la suma dels primers n nombres triangulars. La seva expressió és:

{\displaystyle S={\frac {n(n+1)(n+2)}{6}}}

## Test per comprovar si un nombre és triangular
Per comprovar si un nombre és triangular es pot realitzar la següent operació:
{\displaystyle n={\frac {{\sqrt {8x+1}}-1}{2}}}
Si n és un enter, aleshores x és l'n-èsim nombre triangular. Si n no és un enter, aleshores x no és triangular.